# 1152
1152（千百五十二、一一五二、せんひゃくごじゅうに）は自然数、また整数において、1151の次で1153の前の数である。

## 性質
- 1152は合成数であり、約数は1, 2, 3, 4, 6, 8, 9, 12, 16, 18, 24, 32, 36, 48, 64, 72, 96, 128, 144, 192, 288, 384, 576, 1152である。
  - 約数の和は3315。
    - 約数の和が奇数になる57番目の数である。1つ前は1089、次は1156。
- 15番目の高度トーティエント数である。1つ前は720、次は1440。
- 257番目のハーシャッド数である。1つ前は1148、次は1160。
  - 9を基とする70番目のハーシャッド数である。1つ前は1143、次は1161。
- 1152 = 33 + 53 + 103
  - 異なる3つの正の数の立方数の和1通りで表せる82番目の数である。1つ前は1136、次は1189。(オンライン整数列大辞典の数列 A025399)
- 1152 = 27 × 32
  - 2つの異なる素因数の積で p7 × q2 の形で表せる最小の数である。次は3200。(オンライン整数列大辞典の数列 A179689)
  - 1152 = 9 × 27
    - n = 7 のときの 9 × 2n の値とみたとき1つ前は576、次は2304。(オンライン整数列大辞典の数列 A001105)
- 1152 = 362 − 144
  - n = 36 のときの n2 − 122 の値とみたとき1つ前は1081、次は1225。(オンライン整数列大辞典の数列 A132766)
- 約数の和が1152になる数は10個ある。(462, 658, 682, 705, 759, 766, 805, 955, 1081, 1151) 約数の和10個で表せる4番目の数である。1つ前は960、次は1260。

## その他 1152 に関連すること
- 西暦1152年